# 町田東急ツインズ
町田東急ツインズ （まちだとうきゅうツインズ）は、東京都町田市原町田六丁目にある株式会社東急百貨店が運営する専門店ビルで、全国百貨店共通商品券も使用できる。TOKYUポイント加盟店。

## 概要

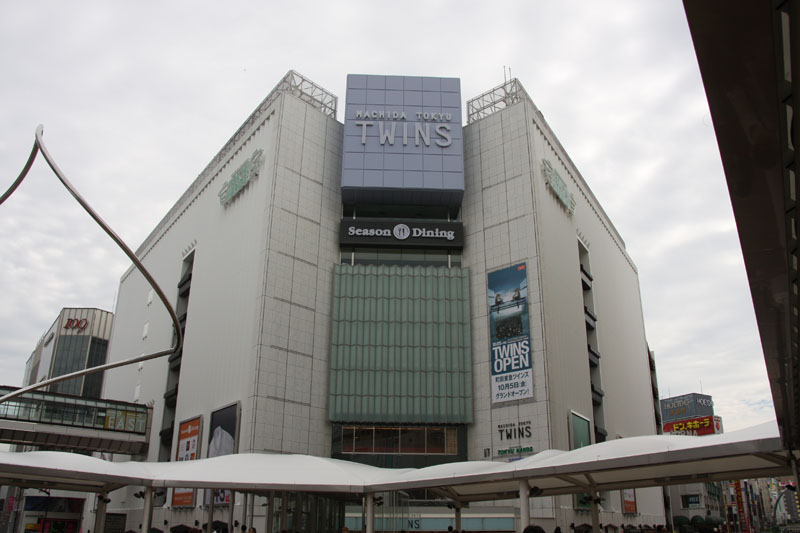
町田東急ツインズ・イースト（旧・百貨店ビル）

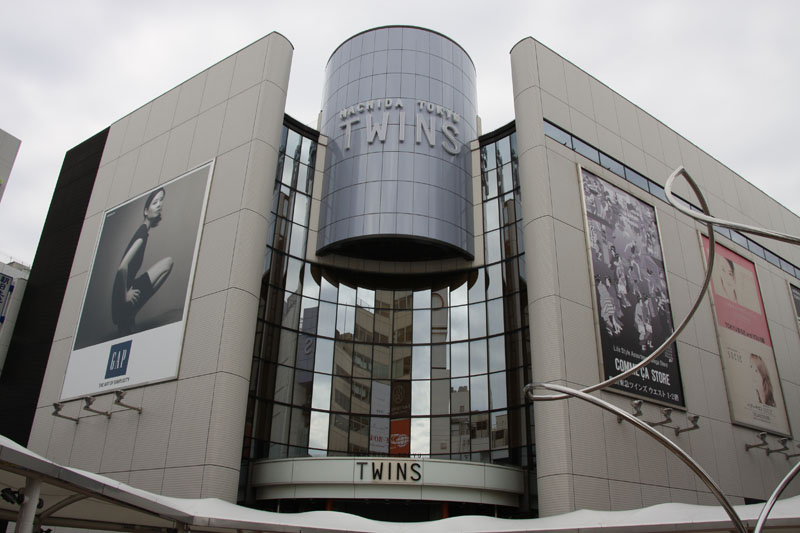
町田東急ツインズ・ウエスト（旧・専門店ビル）

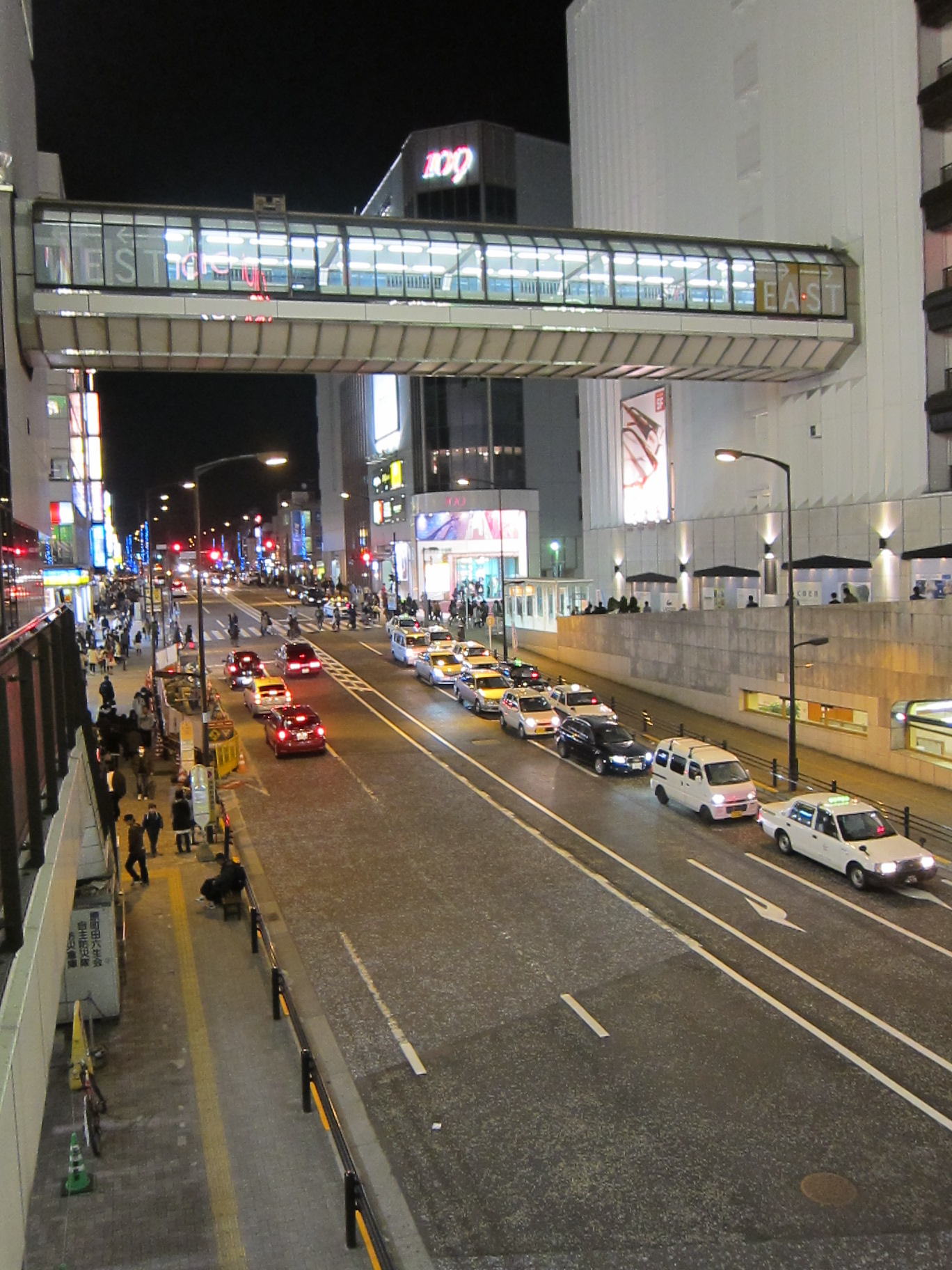
原町田大通りから見た、両施設を結ぶ「クリスタルブリッジ」

1972年から町田市が計画を進めていた原町田地区市街地再開発事業地内に建設された再開発ビルA棟・C棟の核テナントとして計画されたもので、構想段階では伊勢丹、西武百貨店、東急百貨店、地元の吉川百貨店等がテナントの候補としてあげられていたが、当時検討されていた東急田園都市線の町田駅乗り入れ構想を重視（実現せず）した結果、1975年に東急百貨店の出店が決定。1980年10月に東急百貨店まちだ店本館（再開発ビルA棟）とまちだ東急スポーツ館（再開発ビルC棟）の2館が開業した。
1989年8月1日、まちだ東急百貨店が1989年1月期で累積欠損を一掃したことを受け、親会社・東急百貨店がまちだ東急百貨店を吸収合併した。その後、まちだ東急スポーツ館は1990年代前半に営業不振により閉鎖されて一旦建物を取り壊し、隣接の旧・日本電信電話株式会社の敷地と併せて、「まちだ東急百貨店・新館」が建てられ、1992年10月17日に増床開業した。これにより本館（既存館）は2階から5階部分は婦人服関連となり、新館は紳士、スポーツ、子ども売場で構成。地下1階には300台の駐輪場も設けられた。
東急百貨店時代末期は、百貨店ビルと専門店ビル「TOKYU まちだ and YOU」の2館で構成されていたが、東急電鉄が2006年2月に策定した「東急グループリテール事業リファインプラン」に基づき、百貨店ビルについては専門店ビルに業態変更した。
- 営業面積 - 31,952m2
  - イースト（旧:百貨店ビル） - 地上9階地下3階建（9階は屋上）、営業面積 22,950m2
  - ウエスト（旧:専門店ビル） - 地上8階地下1階建、営業面積 9,002m2
    - イーストとウエストとは地上5階の連絡通路「クリスタルブリッジ」で繋がっている。
    - 2003年末まで、百貨店ビルと専門店ビルを繋ぐ地下連絡通路が存在し利用できた（現在は従業員専用）

## 沿革
- 1975年（昭和50年）6月 - 原町田地区市街地再開発ビルA棟・C棟のテナントに東急百貨店が決定[1]。
- 1979年（昭和54年）1月21日 - 原町田地区市街地再開発ビルA棟・C棟の建設工事が起工[4]。
- 1980年（昭和55年）10月25日 - 本館（百貨店）・まちだ東急スポーツ館の2館で構成された、まちだ東急百貨店（株式会社まちだ東急百貨店）として開店。
- 1989年（平成元年）8月 - 株式会社東急百貨店が吸収合併し、東急百貨店まちだ店となる。
- 1992年（平成4年）10月 - スポーツ館の跡地に、新館（現:ウエスト）がオープン。
- 2001年（平成13年）9月 - 新館を業態転換し、専門店ビル「TOKYU まちだ and YOU」がオープン。同時に全館リニューアルオープン。
- 2007年（平成19年）
  - 7月31日 - 百貨店としての営業を終了。
  - 10月5日 - 専門店ビル（現:イースト）に業態転換し、「TOKYU まちだ and YOU」（現:ウエスト）とあわせた2館で構成されたショッピングセンター「町田東急ツインズ」となる。看板も従来の白地赤文字の百貨店ロゴであるQマークから青地に白文字の"MACHIDA TOKYU TWINS"に変更。
- 2008年（平成20年）3月31日 - イースト屋上のプラネタリウム「東急まちだスターホール」を閉鎖。
- 2014年（平成26年）3月21日 - イースト屋上にフットサルコート「フットサラ町田」がオープンし、6年振りに利用可能となった。

## フロア案内

### 町田東急ツインズ（2022年10月現在）
| 階      | イースト（旧・百貨店ビル）                                        | ウエスト（旧・専門店ビル）                              |
| ------- | ----------------------------------------------------------------- | ------------------------------------------------------- |
| 屋上    | フットサラ町田（フットサルコート）                                | 立ち入り禁止                                            |
| 8階     | シーズンダイニング（レストラン街）                                | ダイソー（100円バラエティ雑貨）                         |
| 7階     | ハンズ町田店                                                      | リラクゼーション＆ビューティー／トラベル／クリニック    |
| 6階     | ハンズ町田店                                                      | ニトリ／ヘアサロン／ビューティー                        |
| 5階     | ファッション＆雑貨／キッズ - ウエスト連絡口「クリスタルブリッジ」 | ニトリ／トラベル - イースト連絡口「クリスタルブリッジ」 |
| 4階     | ファッション＆雑貨／リラクゼーション＆ビューティー                | GAP／ファッション＆雑貨／キッズ                         |
| 3階     | ファッション＆雑貨                                                | ファッション＆雑貨／スターバックスコーヒー              |
| 2階     | ファッション＆雑貨                                                | ヴィクトリア                                            |
| 1階     | FOOD PATIO レ・シ・ピ町田（食料品）                               | ヴィクトリアゴルフ／エルブレス                          |
| 地下1階 | 町田東急ストア（食料品）                                          | 駐輪場                                                  |
| 地下2階 | 駐車場                                                            | なし                                                    |
| 地下3階 | 駐車場                                                            | なし                                                    |

### 東急百貨店まちだ店（2007年7月31日まで）

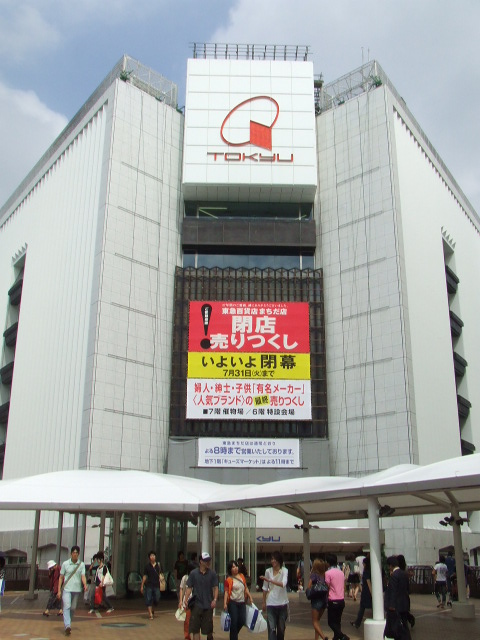
旧:東急百貨店まちだ店（現:町田東急ツインズ・イースト）

| 階      | 百貨店ビル                                                                     | 専門店ビル（TOKYU まちだ and YOU）                                |
| ------- | ------------------------------------------------------------------------------ | ----------------------------------------------------------------- |
| 屋上    | 屋上広場・東急まちだスターホール（プラネタリウム）                             | 立ち入り禁止                                                      |
| 8階     | 子供服・洋品・玩具・レストラン                                                 | 立ち入り禁止                                                      |
| 7階     | 家庭用品・寝装品・呉服・カスタマーセンター・催事場                             | 三省堂書店・JTBトラベランド                                       |
| 6階     | 紳士服・洋品・旅行鞄・宝石・時計・眼鏡・補聴器・競泳水着・学校制服             | アディダスコンセプトショップ等                                    |
| 5階     | 婦人服・洋品 - 専門店ビル連絡口「クリスタルブリッジ」                          | プーマコンセプトショップ - 百貨店ビル連絡口「クリスタルブリッジ」 |
| 4階     | 婦人服                                                                         | GAP                                                               |
| 3階     | 婦人服                                                                         | アニエスベー・アニエスベーボヤージュ・スターバックスコーヒー      |
| 2階     | 婦人服飾雑貨・化粧品                                                           | コムサストア                                                      |
| 1階     | 食品街                                                                         | コムサストア                                                      |
| 地下1階 | 東急ストア Q's MARKET（食品） （2004年に出店、それまでは「東急フードショー」） | 駐輪場                                                            |
| 地下2階 | 駐車場                                                                         | なし                                                              |
| 地下3階 | 駐車場                                                                         | なし                                                              |

## 営業時間・休館日
- 営業時間
  - イースト
    - RF - フットサラ町田 - 10:00 - 23:00
    - 8F - レストラン - 11:00 - 22:00
    - 2F - 7F - 10:00 - 20:00
    - 1F - イタリアン・トマト カフェジュニア - 8:00 - 21:00
    - 1F - レ・シ・ピ町田 - 10:00 - 20:00
    - B1F - 東急ストア - 10:00 - 21:00
      - B1Fの東急ストア以外の4店舗 - 10:00 - 20:00

  - ウエスト
    - 1F - 8F - 10:00 - 20:00
- 休館日 - 1月1日および定期点検日以外は原則年中無休

## 駐車場
- 町田東急ツインズ・イースト地下（B2・B3F）駐車場（100台収容）
- 提携駐車場
  - ぽっぽ町田パーキング（200台収容）
  - いちのや駐車場（400台収容）
  - アミックスパーキング（289台収容）
  - まちだターミナルパーキング（530台収容）